# Neoxyphinus cachimbo
Neoxyphinus cachimbo – gatunek pająków z rodziny Oonopidae.

## Taksonomia
Gatunek ten opisany został po raz pierwszy w 2017 roku przez Níthomasa M. Feitosę i Daniellę F. Moss na łamach „Zootaxa”. Jako lokalizację typową wskazano Campo de Provas Brigadeiro Velloso na terenie Serra do Cachimbo w gmienie Novo Progresso w brazylijskim stanie Pará. Epitet gatunkowy pochodzi od tejże lokalizacji.

## Morfologia
Holotypowy samiec ma 2,27 mm długości ciała. Karapaks jest bladopomarańczowy, w zarysie jajowaty, miejscami równomiernie rowkowany, o lekko wyniesionej części głowowej, pozbawiony ząbkowania na krawędziach bocznych oraz kolców, guzków lub powiększonych kieszonek szczecinkowych w tyle. Wysoki nadustek ma lekko obrzeżoną, prostą w widoku przednim krawędź. Kolor szczękoczułków, szczęki i wargi dolnej jest jasnopomarańczowy. Jasnopomarańczowe, tak szerokie jak długie sternum pozbawione jest dołków i ma gładką powierzchnię. Odnóża są żółte. Opistosoma (odwłok) ma bladopomarańczowe, gładkie, pozbawione ząbków w przedniej połowie skutum grzbietowe oraz bladopomarańczowe skutum epigastryczne i postepigastryczne. 
Nogogłaszczki samca są w całości żółte, wyposażone w ciemny embolus, w widoku brzusznym o krawędzi szczytowej wyrostka wierzchołkowego złożonej nad jego odsiebnym odcinkiem.

## Rozprzestrzenienie
Pająk neotropikalny, endemiczny dla Brazylii, znany tylko ze stanu Pará. 